# 뷰라이너
암트랙 뷰라이너(영어: Viewliner)는 암트랙의 객차로 1987년부터 1989년까지 1차분이 제작된데 이어 1995년부터 1996년까지 2기형이 도입된데 이어 2012년부터 기존의 암프레이트를 대체하기 위해 도입하고 있다.
2015년 기준으로 운행하고 있는 노선은 노스이스트 리저널, 레이크쇼 리미티드, 실버 메테오, 실버 스타, 엠파이어빌더, 카디널, 캐롤리니안, 캐피톨 리미티드, 크레센트, 팔메토가 운행하고 있다.

## 운행 노선
- 노스이스트 리저널
- 레이크쇼 리미티드
- 실버 메테오
- 실버 스타
- 엠파이어빌더
- 카디널
- 캐롤리니안
- 캐피톨 리미티드
- 크레센트
- 팔메토

## 같이 보기
- 암프레이트
- 호라이즌 프레이트